# Кабанцов, Константин Петрович
Константин Петрович Кабанцов (род. 12 октября 1968, Семипалатинск) — российский военачальник, вице-адмирал (2023). Командующий Северным флотом со 2 апреля 2024 года (с 10 марта 2024 года временно исполнял обязанности). Начальник штаба — первый заместитель командующего Северным флотом (5 октября 2021 — 10 марта 2024).

## Биография
Родился 12 октября 1968 года в Семипалатинске.
В 1990 году окончил Высшее военно-морское училище им. М.В. Фрунзе. С 1990 года по 2003 год проходил службу на атомных подводных лодках Северного флота в должностях командира боевой части, помощника командира, старшего помощника командира атомной подводной лодки. С 2003 года по 2006 год являлся командиром гвардейской атомной подводной лодки К-335 «Гепард», которая в 2004 году была удостоена звания лучшего корабля Северного флота. В 1995 году окончил Высшие специальные офицерские классы Военно-морского флота Российской Федерации.
С 2006 по 2008 год — заместитель командира 24-й «Звериной» дивизии подводных лодок Северного флота. В 2007 году заочно окончил Военно-морскую академию им. Адмирала Флота Советского Союза Н. Г. Кузнецова. С 2008 года по 2010 год начальник штаба — заместитель командира 24-й дивизии подводных лодок Северного флота. В марте 2009 года выдвигался кандидатом в депутаты Совета депутатов ЗАТО Александровск (от ЗАТО Снежногорск и ЗАТО Скалистый).
С 2010 по 2016 год — командир 24-й дивизии подводных лодок Северного флота.
13 декабря 2012 года указом Президента России присвоено воинское звание контр-адмирал.
С 2016 по 2018 год — слушатель факультета национальной безопасности и обороны государства Военной академии Генерального штаба Вооружённых сил Российской Федерации.
С августа 2018 по 2020 год — командир Беломорской военно-морской базы Северного флота.
С 2020 по 2021 год — командующий Приморской флотилией разнородных сил Тихоокеанского флота.
С 5 октября 2021 по март 2024 года — начальник штаба — первый заместитель командующего Северным флотом.
Указом Президента России от 17 февраля 2023 года присвоено воинское звание вице-адмирал.
С марта 2024 года — временно исполняющий обязанности Командующего Северным флотом. 2 апреля 2024 года министр обороны Сергей Шойгу сообщил о том, что Константин Кабанцов назначен Командующим Северным флотом указом президента России.

## Семья
- Мать — Клавдия Степановна Кабанцова, в девичестве Пупкова (род. 23.08.1938)[5].
- Отец — Пётр Кабанцов (03.08.1936—20.08.1975)[5].
- Жена — Ольга[5].
- Дети: Кабанцов Кирилл Константинович (род. 17.03.1992)[5], Кабанцова Елизавета Константиновна (род. 2003)[5]

## Награды
- Орден «За военные заслуги»[13]
- Орден «За морские заслуги»
- Медаль Ушакова[13]
- Юбилейная медаль «300 лет Российскому флоту»[13]
- Ведомственные награды Министерства обороны РФ[13]